# انتصار الحصائري
انتصار الحصائري هي ناشطة سياسية ليبية تعتبر عضو مؤسس في حركة تنوير ذات التوجه الليبرالي، وناشطة من خلال صفحتها على موقع فيسبوك، وتضامنت مع أهالي مدينة القبة بعد التفجيرات التي أودت بحياة العشرات، توفيت يوم 24 فبراير 2015 بعد ما تم اغتيالها في العاصمة طرابلس، وأنه عثر على جثتها، فجر الثلاثاء، في الصندوق الخلفي لسيارتها.